# Valea Cireșoii, Cluj
Valea Cireșoii este un sat în comuna Mica din județul Cluj, Transilvania, România.

## Demografie
La recensământul din 2002, populația satului Valea Cireșoii era de 12 de locuitori toți declarându-se Maghiari.
Componența etnică a satului Valea Cireșoii
     Maghiari (100%)